# كنز البسطاء (رواية)
كنز البسطاء هو مجموعة من ثلاثة عشر مقالاً تأملياً روحانياً عميقاً للكاتب البلجيكي موريس ماترلينك، الحائز على جائزة نوبل. ويتناول فيه المؤلف موضوعات تتعلق بالحياة الداخلية، والصمت، والتجربة الروحية، والوعي، والموت، والجمال الأخلاقي. أُهدي هذا العمل إلى جورجيت لوبلان، شريكة حياة الكاتب.

## محتوى الكتاب

### مقدمة
يستعرض المؤلف في المقدمة الإطار الفكري والروحي الذي تنطلق منه مقالات الكتاب، موضحًا أن الغاية هي الغوص في أعماق النفس الإنسانية والتأمل في المعاني الصامتة للحياة.

### صوت غريب
تأمل قصير في الإشارات الخفية التي تنبع من أعماق الوجود، ويشير العنوان إلى صوت داخلي مجهول المصدر يهمس بالحكمة لمن يُنصت بصدق.

### إلى السيدة جورجيت لوبلان
نص إهداء يتوجّه فيه المؤلف إلى جورجيت لوبلان، ويعبّر فيه عن التقدير العميق والروحي الذي يكنّه لها، بما يشبه رسالة وجدانية روحية.

### الصمت
يرى ماترلينك أن الصمت هو الحالة التي تُولد فيها الأفكار الكبرى. يعتبر أن الصمت أبلغ من الكلام، وأنه لغة الأرواح العميقة التي تتجاوز ضوضاء الحياة اليومية.

### يقظة النفس
يتناول هذا الفصل لحظة الانتباه الداخلي، حيث تخرج النفس من غفلتها لتواجه حقيقتها. يدعو المؤلف إلى تأمل الذات واكتشاف الصفاء الروحي الكامن داخل كل إنسان.

### العارفون
يتحدث عن أولئك الذين يمتلكون حدسًا داخليًا بوجود الموت أو النهاية. يصفهم بأنهم "المُبصِرون في الظلام"، ويبرز كيف تنعكس هذه المعرفة في وجوههم وسلوكهم.

### الأخلاق الصوفية
يعرض هنا رؤية روحية للأخلاق، تقوم على التسليم والتواضع والمحبة، بعيدًا عن القواعد الشكلية. الأخلاق، في نظره، تنبع من حضور داخلي متصل بالمطلق.

### حول النساء
يُقدّم تصورًا صوفيًا لمكانة المرأة، ويصفها بأنها أكثر التصاقًا بالسرّ الكوني، لصفائها واستعدادها الطبيعي للتسامي الروحي.

### رويسبروك الرائع
دراسة في فكر الصوفي البلجيكي يوحنا رويسبروك، حيث يبرز ماترلينك أهميته في التقليد الصوفي، ويستعرض بعض أفكاره عن "الزواج الروحي" واتحاد النفس بالله.

### إمرسون
يُعالج فكر الفيلسوف الأمريكي رالف والدو إمرسون، ويُشيد بإيمانه بالحدس، والروح، والذات. يرى فيه نموذجًا للفرد الذي يعيش بانسجام داخلي مع قوانين الطبيعة والكون.

### نوفاليس
يناقش فكر الشاعر والفيلسوف الألماني نوفاليس، ويرى فيه تمثيلًا للرؤية الحالمة والروحية للعالم، واحتفاءً بالغموض والعواطف العميقة.

### الفاجع اليومي
ينبّه إلى أن المأساة ليست فقط في الأحداث الكبرى، بل في تفاصيل الحياة اليومية التي تمرّ غالبًا في صمت. يدعو إلى الانتباه للمعاناة الصغيرة المتكررة.

### النجم
يستخدم النجم كرمز للأمل والإلهام والمصير. يشير إلى الضوء الداخلي الذي يُرشد الإنسان في الظلمة الروحية، ويدعوه إلى اتباع نوره الخاص.

### الطيبة غير المرئية
يتحدث عن وجود الخير العميق في البشر، حتى عندما لا يكون مرئيًا. يرى أن الطيبة الحقيقية لا تبحث عن اعتراف أو مجد، بل تعمل في صمت وسكينة.

### الحياة العميقة
يدعو إلى تجاوز المظاهر والانشغال بالعمق الداخلي للوجود. يرى أن الحياة الأصيلة هي تلك التي تُعاش في هدوء وتأمل وصدق مع الذات.

### الجمال الداخلي
يعرض مفهومًا صوفيًا للجمال، لا يعتمد على الحواس، بل على إشراق الروح وصفاء القلب. الجمال الحقيقي، في رأيه، هو ذاك الذي يُشعّ من الداخل.

### قراءة في الكتاب
خاتمة تتأمل في المسار العام للكتاب، وتشجع القارئ على العودة إلى الذات والتأمل في المعاني الكبرى التي يحملها الوجود الإنساني، بروح من التواضع والانفتاح.

## الترجمات الإنجليزية

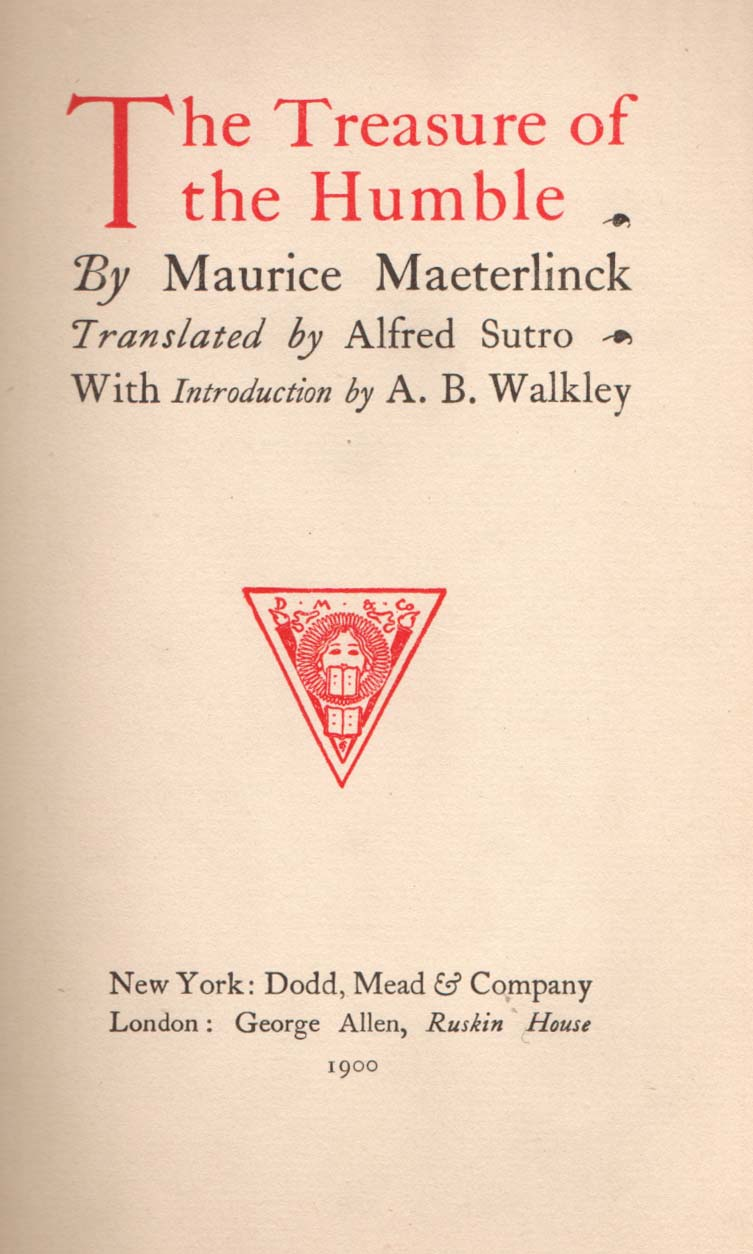
غلاف الترجمة الإنجليزية

تُرجم كتاب كنز البسطاء إلى اللغة الإنجليزية سنة 1897 على يد ألفرد سوترو، وصدرت الترجمة بمقدمة كتبها أ. ب. ووكلي. لم تتضمّن النسخة الإنجليزية المقالات الخاصة برويسبروك، وإمرسون، ونوفاليس.

## المرجعان الأساسيان لكتابكنز البسطاء
- موريس ماترلينك (1900)، The Treasure of the Humble، نيويورك: دود، ميد وشركاه / لندن: جورج ألين، دار راسكن هاوس. (الترجمة الإنجليزية)
- موريس ماترلينك (1907)، Le Trésor des Humbles، باريس: جمعية مركور دو فرانس. (النسخة الفرنسية الأصلية).